# ウッドワンオープン広島ゴルフトーナメント
ウッドワンオープン広島ゴルフトーナメントは、1972年から2007年まで行われていた日本ゴルフツアー機構（JGTO）公認の男子プロゴルフトーナメントの一つである。株式会社ウッドワン並びに広島テレビ放送の主催により毎年7月第1週～第2週にかけて広島県東広島市にある広島カンツリー倶楽部八本松コースで行われていた（一部の年度は西条コースで行われていた）が、ウッドワンが2007年限りでスポンサーから撤退。2007年12月5日に発表されたJGTOの2008年ツアー日程から漏れ、大会の打ち切りが決定した。
2007年実績、賞金総額1億円、優勝賞金2000万円。

## 大会名称の変化
1972年に広島テレビ開局10周年を記念して「広島オープンゴルフ」としてスタート。1987年からヨネックスがスポンサーとなって「ヨネックスオープン広島ゴルフトーナメント」として1999年まで行われた。2000年からは広島県廿日市（はつかいち）市に本社を置く住宅用建材メーカー・住建産業（ウッドワンの前社名）が新たなスポンサーとなり「住建産業オープン広島ゴルフトーナメント」に改称。2002年10月1日に住建産業からウッドワンへ社名変更したのを受け、2003年大会から現在の名称で行われていた。

## 廃止後
代わりに、広島テレビ制作による全国ネットのバラエティ番組を年1回制作するようになった。
2010・2011年は「日本一のお好み焼きを作れ! 鉄板ジュ～ジュ～隊が行く」を2年連続で放送した。

## 歴代優勝者

### 広島オープンゴルフ
- 1972年:謝永郁
- 1973年:中村通
- 1974年:呂良煥
- 1975年:呂良煥
- 1976年:尾崎将司
- 1977年:宮本康弘
- 1978年:尾崎将司
- 1979年:山本善隆
- 1980年:鈴木規夫
- 1981年:金井清一
- 1982年:栗原孝
- 1983年:高橋勝成
- 1984年:尾崎将司
- 1985年:山本善隆
- 1986年:中村通

### ヨネックスオープン広島ゴルフトーナメント
- 1987年:飯合肇
- 1988年:松井一
- 1989年:尾崎将司
- 1990年:尾崎将司
- 1991年:板井榮一
- 1992年:湯原信光
- 1993年:小達敏昭
- 1994年:尾崎将司
- 1995年:尾崎将司
- 1996年:佐藤英之
- 1997年:尾崎直道　（この年は新潟県のヨネックスCCで開催。これは同ゴルフ場の開設を記念したもので、テレビ新潟も協力）
- 1998年:尾崎将司
- 1999年:尾崎将司

### 住建産業オープン広島ゴルフトーナメント
- 2000年:深堀圭一郎
- 2001年:深堀圭一郎
- 2002年:S・K・ホ

### ウッドワンオープン広島ゴルフトーナメント
- 2003年:伊沢利光
- 2004年:片山晋呉
- 2005年:野上貴夫
- 2006年:平塚哲二
- 2007年:谷口徹

## 中継テーマ曲
- 不明 - 1991年 - Zambesi（サルソウル・オーケストラ）
  - この曲はプロレスラー、キラー・カーンの入場テーマ曲としても使われていた。
- 1992年 - 1999年 - RISE（T-SQUARE）